# قلعه تاریخی فورگ (قلعه میرزا رفیع خان)

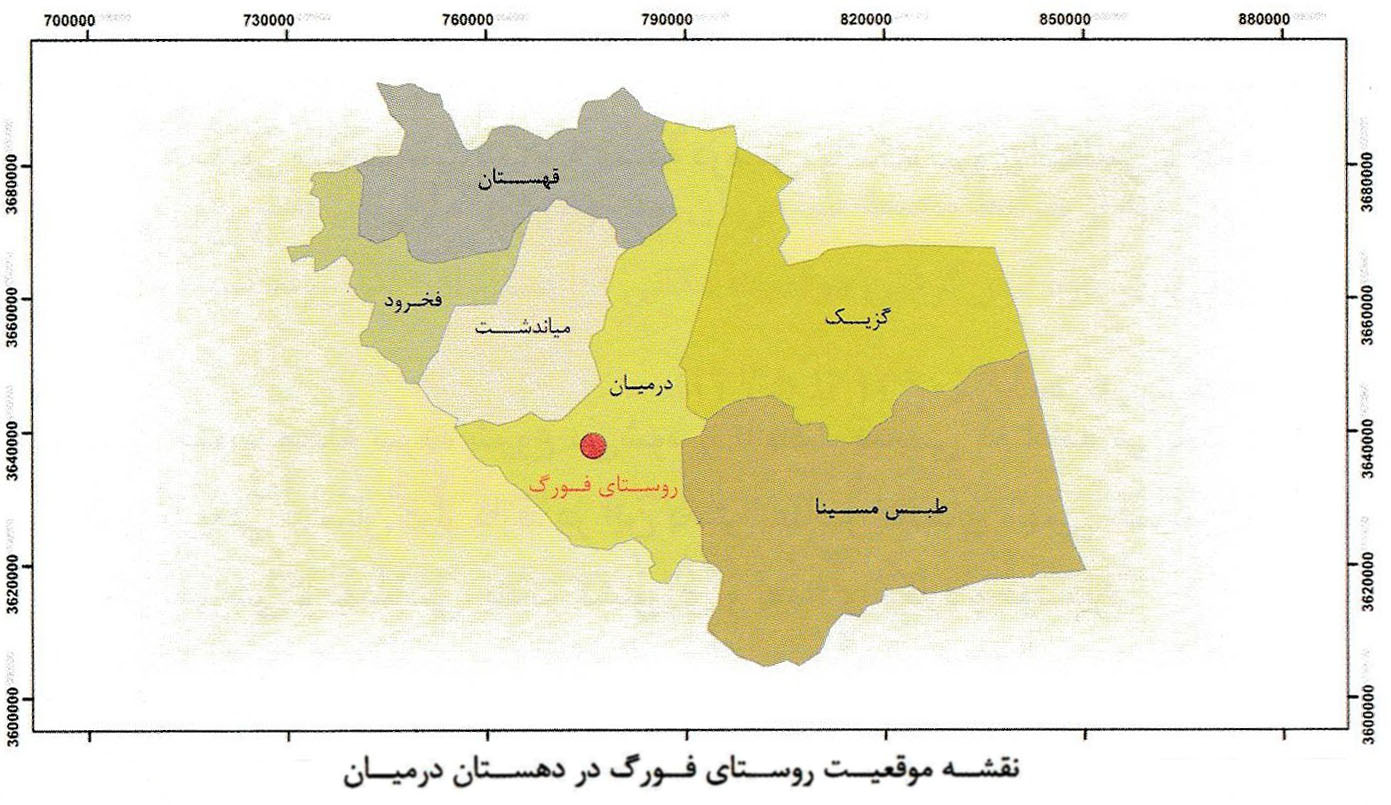
مکان قلعه فورگ

## قلعه فورگ (قلعهٔ میرزا رفیع خان)
قلعهٔ با عظمت و کم‌نظیر فورگ یا قلعهٔ میرزا رفیع خان که خوشبختانه تا حدود زیادی از گزند حوادث مخرب طبیعی و مصنوعی و دست تطاول زمانه در امان مانده‌است، همچون نگینی شاهوار در میان آثار باستانی و تاریخی استان خراسان جنوبی می‌درخشد. این بنا در در زمره ۱۰ قلعه تاریخی مهم کشور و از آثار مهم و قابل توجه ایران است که علاوه بر جایگاه ملی، ظرفیت ثبت در فهرست میراث جهانی را دارا است. این قلعه در روستای فورگ در پنج کیلومتری شهرستان «درمیان» در استان خراسان جنوبی واقع است.

## موقعیت و ساختار قلعه تاریخی فورگ (قلعهٔ میرزا رفیع خان)
قلعهٔ فورگ در جبهه شمالی روستای فورگ در ارتفاع ۱۸۴۰ متری بر روی ارتفاعات ابتدای درهٔ «درمیان» که منتهی به دشت اسدیه است، قرار دارد. از نظر مکان‌یابی دارای موقعیت سوق‌الجیشی نسبتاً مناسبی است که بر کل روستا، مزارع و راه‌های ارتباطی منطقهٔ شرقی پیرامون خود احاطه دارد. وسعت قلعه حدود ۹۲۰۰ متر مربع است که گستردگی آن از شرق به غرب است. ورودی اصلی قلعه در حصار شرقی آن قرار گرفته که البته پایین‌ترین نقطه قلعه به‌شمار می‌رود. به‌طور کلی در معماری قلعه از سمت شرق به غرب سه بخش عمده قابل تشخیص است، بخش اول در سمت شرق شامل انبار علوفه، محل زندگی خدمه، محل نگهداری احشام، و حوض انباری است. 
این قلعه زمانی به عنوان مرکز فرماندهی مرز های شرق کشور به فرمان فتحعلی شاه قاجار انتخاب شد که فرمانده آن نویان اعظم جافرخان راکی مالملی برای مدت کوتاهی به امیری آن قلعه و فرمانده مرزبانی شرق کشور منصوب شد 
قسمت دوم قلعه که در مرکز قلعه قرار دارد، در ارتفاع بالاتری نسبت به بخش اول قرار گرفته‌است که در فاصله ۵۰ متری از محل نگهداری احشام احداث شده به محل نگهداری آذوقه و تدارکات نظامی و محل سکونت سربازان و مسجد اختصاص دارد و سومین بخش که حالت مرکزیت قلعه را دارد. در بالاترین بخش قلعه و در دو طبقه احداث شده که بر کل روستا و راه‌های ارتباطی پیرامون منطقه اشراف دارد.
در بخش شرقی قلعه که ورودی، برج‌های نگهبانی، آب انبار و فضاهای دیگر را شامل می‌شود به دلیل درصد بالای تخریب در آن‌ها امکان تشخیص دقیق نوع کاربریشان وجود ندارد. به دلیل وجود آثاری از برج و بارو در حد فاصل این بخش با بخش اول، این احتمال وجود دارد که مرحلهٔ دوم دفاعی قلعه بوده تا بدین وسیله لایه‌های دفاعی بخش اصلی قلعه یعنی کهندژ تکمیل تر شود. در گوشه شمال شرقی این قسمت برجی خشتی وجود دارد با تزیینات چلیپایی یا طرح لوزی که در میان مردم روستا به برج کبوتر خانه شهرت دارد. سومین بخش قلعه که در غربی‌ترین قسمت آن و نیز در مرتفع‌ترین بخش قلعه قرار دارد، به وسیلهٔ دو برج و حصاری مستحکم و بلند از بخش دوم جدا شده‌است، وجود این برج‌ها و حصارها نشان دهندهٔ اهمیت زیاد این بخش است. این قسمت که کهندژ یا شاه نشین قلعه محسوب می‌شود، دارای فضاهای دست نخورده بیشتری نسبت به دو قسمت قبل است. وجود فضاهایی مانند هشتی‌ها، راهروهای ارتباطی، اصطبل، محل ذخیره آذوقه، برج‌های نگهبانی، و فضاهایی با کاربری‌های دیگر از مهم‌ترین ویژگی‌های این قسمت می‌باشد، کهندژ یا ارگ دارای دو طبقه بوده که طبقه فوقانی آن جز قسمت‌های محدود، دچار تخریب شده‌است. از دیگر عناصر معماری نقبی است که به خارج از قلعه راه دارد که به منظور برداشت آب، در زمان محاصره قلعه یا خروج اضطراری و پنهانی ساخته شده‌است.
این تونل زیر زمینی که در حال حاضر تا یکصد پله آن قابل تردد است، در جریان نبرد میرزا رفیع خان با میر علم خان و پسرش امیر اسدالله خان مورد استفاده قرار گرفت که در کتاب عین الوقایع به آن اشاره شده‌است: «... اسماعیل خان و عطاخان با اهالی، اطاعت و تبعیت کردند و افغان‌ها با میرزا رفیع خان، حاجی فتح خان افغان و بهبود پسر نظر خانِ قلعه گاهی، از یک سمت قلعه نقب زده و شبانه فرار کردند.»
در این بخش نویسنده شاید دچار اشتباه شده و به احتمال زیاد از همین نقبی که قبلاً ایجاد شده‌استفاده کرده‌اند وگرنه در یک فرصت محدود در حین جنگ، حفر نقب جهت فرار امکان‌پذیر نمی‌باشد. یکی از ویژگی‌های مهم قلعه تبعیت ساختار کالبدی و فضایی آن از شکل توپوگرافی محل استقرار آن است که شاید همین وضعیت آن را از دیگر قلاع به ویژه قلاع کوهستانی متمایز می‌کند.
با وجود آن که برج‌ها و باروهای قلعه استحکام لازم را به آن داده‌است، مکان‌یابی آن خالی از اشکال نیست به گونه‌ای که کوه‌های غرب قلعه به آن اشراف کامل دارد. آن گونه که در عین الوقایع نیز به استفاده مهاجمان از این نقطه ضعف اشاره شده‌است. البته در خصوص ایرادی که ذکر شد، بایستی عنوان نمود که مکان‌یابی قلعه را باید در ظرف زمانی خودش مطالعه کرد. شاید در دورهٔ ناصری (ناصرالدین شاه) که استفاده از توپ در جنگ‌های محلی در این منطقه رایج گشته‌است، این آسیب‌پذیری قلعه آشکار شده باشد در حالی که در دوره‌های اولیه که این سلاح‌ها معمول نبوده، شاید بهترین مکان‌یابی صورت گرفته باشد.
هنوز در خصوص تاریخ اولیه ساخت قلعه اظهار نظر دقیق و مستندی وجود ندارد. به استناد مدارک موجود و کتاب دیوان لامع و اظهار نظرهای محلی، ساخت بنا در حدود سال‌های ۱۱۶۰ هجری قمری در زمان حکومت نادر شاه افشار به وسیلهٔ میرزا بقاخان فرزند میرزا رفیع خان اول آغاز می‌شود و سپس توسط پسرش میرزا رفیع خان دوم تکمیل می‌گردد. در دیوان لامع نیز به مجهول بودن زمان درست ساخت قلعه اشاره شده و آمده‌است: «اما آیا به راستی بنای قلعه را میرزا بقاخان آغاز کرده و فرزند او میرزا رفیع خان (نوادهٔ لامع) به پایان برده‌است یا از بناهای کهنه است و این دو و سابقان این دو هر کس دستی در آن برده و به تعمیر و تکمیل آن همت گمارده، امری است که تاکنون محقق نشده‌است. نه از روی سندهای مکتوب و نه از طریق قول سینه به سینه سالخوردگان. چه بسا که لامع و پدر او نیز این قلعه را در تصرف داشته‌اند و محل زندگی و مرکز حکومت و پناهگاه روزگار کُربَت و صعوبت شان در مقابل هجوم دشمنان و امیران زمان بوده‌است.»

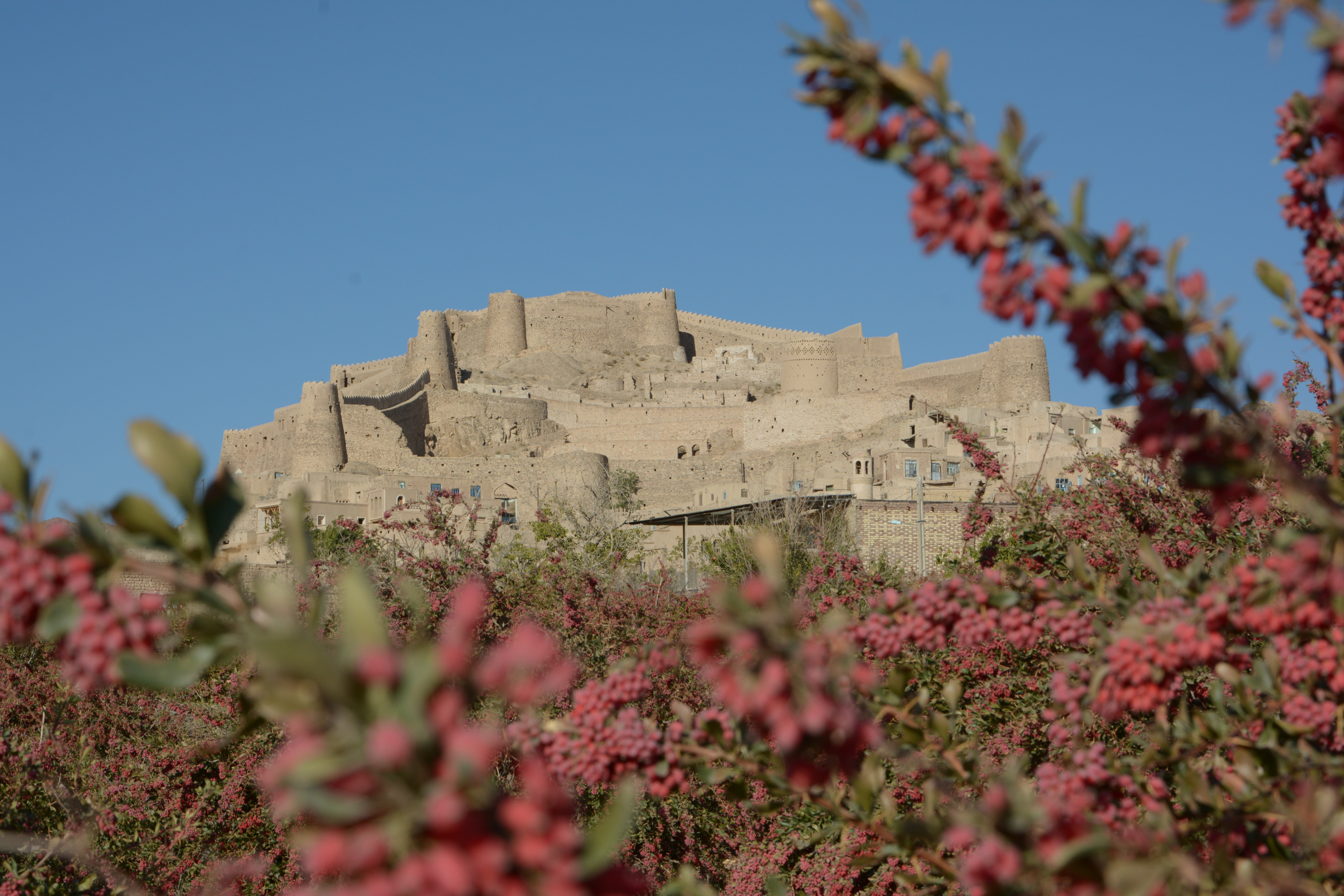
قلعه میرزا رفیع خان در فصل زرشک

## نگاهی اجمالی به پیشینه تاریخی قلعه فورگ یا قلعهٔ میرزا رفیع خان
در کتاب حقایق الاخبار ناصری در ذکر وقایع سال ۱۲۶۸ قمری، در خصوص میرزا رفیع خان این‌گونه آمده‌است «در همین سال میرزا رفیع خان که در محال قاینات اقامت داشت طریق مخالفت برداشت، پاشاخان سرتیپ با دو فوج سمنانی و غیره و جمعی سواره و چهل عراده توپ به تأدیبش مأمور گردید. میرزا رفیع خان به هرات رفت، ظهیرالدوله در مقام شفاعت برآمد، جرمش معفو آمد»
در دوره قاجاریه کشمش‌های سختی بین حاکم‌نشین قاینات و حاکم‌نشین «فورگ» و «درمیان» رخ می‌دهد که در نهایت به کشته شدن میرزا رفیع خان و تصرف قلعه منجر می‌شود. از جمله نایب الحکومه‌های متنفذ در فاصله این دوره زمانی می‌توان به میرزا محمدبقاخان، فرزند میرزا رفیع خان اول، میرزا رفیع خان دوم، میرزا رفیع خان سوم، محمد ابراهیم خان، عبدالعلی خان و علی قلی خان اشاره نمود.
پس از کشته شدن میرزا رفیع خان سوم، افرادی از همین دودمان نایب الحکومه درمیان و فورگ را بر عهده داشته‌اند. از نکات جالب توجه دربارهٔ نایب الحکومه‌های درمیان کشمش‌های بین این نایب الحکومه با خاندان خُزیمه که امارت بیرجند را عهده‌دار بودند، است.
در دیوان لامع هم به این کشمکش‌ها اشاره شده‌است، از جمله طرفداری خانواده لامع از نادرشاه و خزیمه از صفویان که موجبات اختلاف و درگیری و رقابت را فراهم می‌آورد. این رقابت‌ها گاهی نیز با وصلت بین خاندان رفیعی و خُزیمه همراه بوده و به این شکل سعی می‌شد تاهم کشمکش‌ها و اختلافات محلی کم رنگ گردد و هم پیوند و همبستگی بین آن‌ها با دیگر نایب الحکومه‌ها و بزرگان منطقه تقویت گردد. ازدواج شش دختر میرزا رفیع خان دوم با بزرگان و نایب الحکومه‌های بیرجند، نِهبَندان، دُرُخش، فَنود و نوغاب در همین راستا بوده‌است. اسناد و مدارک غیر مکتوب در ارتباط با وقایع مربوط به زمان ساخت یا حوادث تاریخی و طبیعی به وقوع پیوسته در این مجموعه محدود بوده و نیاز به حفاری و بررسی‌های بیشتری دارد. تنها کتیبه موجود که بر سطح ساروجی آب انبار قلعه حک شده‌است، تاریخ ۱۲۱۷ قمری را نشان می‌دهد و حاکی از آن است که تعمیراتی توسط استادی به نام «ابوسعید جَزیکی» در اوایل دورهٔ قاجار، در بنا صورت گرفته‌است. بررسی‌های تاریخ محلی منطقه نیز تا حد زیادی با این تاریخ‌ها همخوانی دارد و حاکمیت میرزا بقاخان و پس از وی فرزندان و اولادش به ویژه میرزا رفیع خان دوم و میرزا رفیع خان سوم مطالب فوق را تأیید می‌کند. اما در خصوص این که قبل از حاکمیت خاندان رفیعی به عنوان حاکمان محلی، قلعه وجود داشته‌است یا خیر، اطلاعات مستند چندانی در دست نیست.
وصف این قلعه و موقعیت آن در برخی کتب تاریخی و سفرنامه‌ها مضبوط است از جمله ریاضی هروی در کتاب عین الوقایع می‌نویسد: «قلعه فورگ دوازده فرسنگ از بیرجند دور و به طرف جلگه و دهنه درهٔ «درمیان» واقع است و باغات و اشجار زیادی دارد و خیلی خوش آب و هواست و قلعه در بالای کوهی است که از آجر پخته دیوار و بروج آن را به‌طور محکم ساخته‌اند و پایه بندی آن را سنگ آجین نموده‌اند و دو شیر حاجی در اطراف خود داشته با دو خاکریز که قطر هر یک پنج ذرع است».
جهانگردان اروپایی از جمله «دکتر فوربز» در سال ۱۸۱۴ میلادی و «کلنل مَک گِرگِر» در سال ۱۸۷۵، «خانیکف» و «بلو» از این قلعه دیدن کرده‌اند و توصیفاتی را در سفرنامه‌هایشان بیان داشته‌اند.
کلنل مک گِرگِر در سفرنامه خود تحت عنوان «سفری به ایالت خراسان» از قول دکتر فوربز نیز آورده‌است: «قلعه بر بالای تپه‌ای به ارتفاع ۲۰۰۰ تا ۲۵۰۰ پا بنا شده که از ارتفاعات شمال و غرب می‌تواند مورد تهدید آتش بار قرار گیرد. در جنوب آن و در دو طرف دیگر کوهی واقع شده که از قُله تا دیوارهای قلعه ۱۲۰۰ یارد فاصله دارد.»
از نکات جالب توجه که مک گرگر به نقل از دکتر فوربز آورده این است که «در داخل قلعه سه آب انبار تعبیه شده که گفته می‌شود ذخیره آب آن‌ها مصرف یک سال و نیم پادگان بزرگ را تأمین می‌کند.

## نگاهی به کاوش‌های باستان‌شناسی در محوطه قلعه فورگ
تاکنون دو فصل کاوش در قلعه فورگ انجام شده‌است. فصل اول در سال ۱۳۸۰ در جریان عملیات مرمتی قلعه به منظور روشن شدن وضعیت پلان و نقشه قسمت کهندژ صورت پذیرفت. در جریان این فصل کاوش فضاهایی مانند اصطبل، انبار ذخیره آذوقه، نقب زیرزمینی و راهروهای ارتباطی قسمت‌های مختلف کهندژ شناسایی شده‌است .» این اثر تاریخی به شماره ۳۴۵۰ در تاریخ ۱۲/۲۸/ ۱۳۷۹ در فهرست آثار ملی به ثبت رسیده‌است. همانگونه که عنوان گردید شالوده اصلی بنا، بر اساس قرائن و تواریخ به دوره افشاریه بازمی‌گردد؛ نسبت دادن قلعه فورگ (قلعهٔ میرزا رفیع خان) به اسماعیلیه باید با احتیاط صورت گیرد زیرا قلعه‌های اسماعیلیه دارای مشخصات ویژه‌ای هستند از جمله این که اکثراً در مناطق دور از دسترس و کوهستانی به منظور نهان شدن و استتار ساخته شده‌اند. در این قلعه‌ها اسماعیلیان پیروان خود را تحت تعالیم نظامی و فرقه‌ای قرار داده و ایشان را برای ترور شخصیت‌های معارض اندیشه‌های خود به مناطق مختلف می‌فرستادند. اسامی این افراد به صورت رمز بود که آن هم هرچند وقت یک بار تغییر داده می‌شد. مخفی کاری، پیکار با حکومت مرکزی و حاکمان بومی دست نشانده آن‌ها و ترویج اندیشه‌های ایدئولوژیک مربوط به فرقه اسماعیلیه از اهم امور انجام شده در قلعه‌های اسماعیلیه بوده‌است. حکومت‌های مرکزی در تلاش برای نابود کردن این قلاع بوده‌اند. معماری و ساختار این سازه‌ها که با سرعت و منابع محدود پی افکنی می‌شده کاملاً از قلعه‌های رسمی دولتی متفاوت بوده‌است. از آنجا که زمان اوج فعالیت‌های فرقه اسماعیلیه مقارن با خلفای عباسی و سلجوقیان بوده‌است و این فرقه با حمله وحشیانه مغول به ایران برچیده شد، دور از ذهن است که ساختار کلی امروزی قلعه فورگ از آن تاریخ تا زمان افشاریه سالم و کاربردی برجای مانده باشد. با این تفاصیل عظمت و مشخصات ظاهری قلعه فورگ با قلعه‌های اسماعیلی متفاوت است و این قلعه مستتر نبوده و یک قلعهٔ رسمی و دولتی عیان به منظور حراست و برقراری امنیت منطقه به‌شمار می‌رفته‌است. قلعه‌های رسمی ایران از دیرباز دارای سه بخش کهندژ، (محل زندگی حاکم)، شارستان (محل زندگی مردم روستا) و رَبض (مزارع و باغها) بوده‌است که این سه بخش در ارتباط با هم بوده‌اند چنان‌که در قلعه فورگ این ویژگی مشاهده می‌شود. روستای فورگ از دیرباز در اطراف قلعه فورگ و در پیوند با آن بوده‌است، در حالی که قلعه‌های اسماعیلیه به شکل منفرد و به دور از مناطق مسکونی و معمور قرار داشته و فاقد این ویژگی‌ها هستند. معمولاً قلعه‌هایی که به منظور یاغی‌گری و طغیان بنا شده‌اند، بیشتر بر فراز کوهستان‌ها و گردنه‌های صعب العبور بنا می‌شدند و اغلب طرح هندسی مشخص یا نقشه قبلی نداشته و بی‌قاعده هستند. اما قلعه‌های رسمی و حکومتی با طرح قبلی و انتخاب موقعیت درست سوق‌الجیشی مشرف به مناطق پیرامونی در دشت یا کنار معابر و جاده‌های کاروانی یا در مرزها به منظور حفاظت و حراست و تأمین امنیت مناطق مد نظر دایر می‌شده‌اند. با این وصف رسمی بودن موقعیت قلعهٔ فورگ یا قلعهٔ میرزا رفیع خان و جایگاه اداری و حکومتی محل مشهود است و به نظر می‌رسد محل قلعه در طول تاریخ کاربرد حکومتی و رسمی به منظور حفاظت از مناطق پیرامونی و مرزبانی را داشته‌است.